# Möhlin (Rin)
El río Möhlin es un pequeño afluente derecho del Rin en el sur de Baden-Wurtemberg, Alemania. Nace en la vertiente occidental del monte Schauinsland en la Selva Negra. Fluye a través de Bollschweil, llega a la llanura del Rin cerca de Ehrenkirchen y desemboca en el Rin cerca de Breisach.

## Enlaces
- Escalera de peces en el Möhlin

- Datos: Q319649
- Multimedia: Möhlin (Rhein) / Q319649